# Педальна слайд-гітара

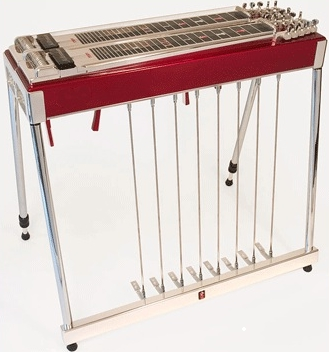
Сучасна педальна слайд-гітара з двома грифами.

Педальна слайд-гітара — слайд-гітара консольного типу з педалями та колінними важелями, які змінюють висоту звуку певних струн, дозволяючи відтворювати різноманітнішу та складнішу музику, ніж на більш ранніх видах слайд-гітар. Як і інші слайд-гітари, вона може відтворювати необмежену кількість глісандо (ковзаючих нот) і глибоких вібрато, ніж схожа з людським голосом. Педальна слайд-гітара найчастіше асоціюється з американським кантрі та гавайською музикою (англ.) рос.
У 1940 році до леп-слайд-гітари були додані педалі, що дозволило виконавцю грати мажорну гаму, не переміщуючи слайд (англ.) рос. вже взятими нотами. В останньому випадку виходив унікальний звук, який був популярний у музиці кантрі та вестернах - раніше недоступний для слад-гітар не педалей.
Слайд-гітари з'явилися на Гаваях в XIX столітті, після чого, у першій половині XX століття, звучання інструменту стало популярним у всій країні і породило сімейство інструментів, розроблених спеціально для гри на гітарі в горизонтальному положенні, також відомому як «гавайський стиль». Першим інструментом у цій хронології була гавайська гітара (англ.) рос., також звана леп-слайд-гітарою; наступною була колінна гітара з резонатором збільшення гучності, вперше виготовлена фірмами National String Instrument Corporation та Dobro Corporation. Після того як у 1934 році був винайдений звукознімач з'явилася перша електрослайд-гітара, потім консольна слайд-гітара і, нарешті, педальна.
Гра на педальній слайд-гітарі вимагає хорошої координації оскільки задіє одночасно обидві руки, обидві ноги та обох колін (коліна впливають на важелі на медіальній та боковій сторонах кожного коліна); єдиний інший інструмент із аналогічними вимогами — це американський язичковий орган. Піонерами в розробці інструменту були Бадді Еммонс, Джиммі Дей, Бад Айзекс, Зейн Бек. і Пол Біґсбі. Крім американського кантрі, цей інструмент використовується в духовній музиці на сході та півдні Сполучених Штатів (так звана Sacred Steel), джазі та нігерійській музиці.